# Charles Étienne Soubre
Charles Étienne Soubre, né le 26 décembre 1846 à Bruxelles, et mort le 26 juin 1915 à Liège, est un architecte belge, professeur à l'Académie des beaux-arts de Liège.

## Biographie
Second fils du compositeur Étienne Soubre, et neveu du peintre Charles Soubre, Charles Étienne Soubre épouse le 28 mai 1875 Wilhelmine Catherine May (dite Caetchen) à Bad Lippspringe.
Avec Jean-Laurent Hasse, il est architecte officiel de l'Exposition universelle de 1905 tenue dans le parc de la Boverie à Liège et notamment du Palais des beaux-arts.
Il est inhumé au Cimetière de Robermont à Liège.

## Activités professionnelles
- 1885 : appelé par le Conseil communal de Liège aux fonctions de professeur de la classe de composition architecturale de son Académie.
- 1890 (peu avant et en) : président de la section liégeoise de la Société centrale d'architecture de Belgique.
- 1890-1891 : enseigne aux élèves de 1re, 2e, 3e et 4e années.
- 1899-1915 : enseigne aux élèves de 3e, 4e, 5e et 6e années (Gustave Charlier enseigne la composition architecturale aux élèves des 1re et 2e années. En 1916, Charlier reprend les cours de Soubre ad interim)
- 1904 : nommé membre correspondant de la Commission royale des monuments et des sites pour la Province de Liège, par arrêté royal du 3 février 1904.
- 1907-1908 : pour un motif encore inconnu, Soubre est cette année-là remplacé à l'Académie par E. Dethier. Il reste néanmoins titulaire du cours, qu'il reprend dès l'année suivante.

## Distinctions
- Chevalier de l'ordre de Léopold (19 mars 1903)[2].
- Chevalier de l'ordre de Saint-Stanislas

## Réalisations
- 1881 :
  - Chapelle funéraire au cimetière d'Angleur.
  - Maison, avenue Blonden, 19-21, à Liège.
  - boulevard Frère-Orban, 18 et 20, pour la famille Frère-Orban (Walthère et Georges), immeubles détruits, à Liège.
- 1885 avant : angle de la rue Forgeur et du boulevard Frère-Orban, à Liège.
- 1885 : maison, rue Forgeur, 5, à Liège.
- 1890 : maison, boulevard Piercot, 44, à Liège.
- 1895 : Mausolée Frère-Orban à Robermont.
- 1893 : maisons, rue Forgeur, 1 et 3, à Liège.
- 1894 : villa de monsieur Rosset, à Spa.
- 1895 : château Peltzer, à Verviers.
- 1898 : villa les Sorbiers, à Spa.
- 1900 : buffet d'orgue du conservatoire de musique de Liège.
- 1905
  - Palais des beaux-arts de Liège dans le Parc de la Boverie, devenu Musée d'Art moderne et d'Art contemporain (Liège) (MAMAC), construit pour l'Exposition universelle de 1905, avec l'architecte Jean-Laurent Hasse (Anvers).
  - Monument à Zénobe Gramme, avec le sculpteur Thomas Vinçotte, square Gramme, à Liège.
- 1908 :
  - Château du Haut-Neubois ou Villa Neubois (devenu CERAN), à Spa.
  - Château de la Fraineuse, à Spa.
- 1909 : villa Hill-Cottage, à Spa.
- 1913 : Hôtel particulier de Charles de Rossius d'Humain - 86 Boulevard d'Avroy à Liège